# 臨界点 (数学)

赤い円の横座標（「x-座標」）は停留点である；青い四角は変曲点である。

数学において、実あるいは複素変数の可微分関数の臨界点（りんかいてん、英: critical point）あるいは停留点（ていりゅうてん、英: stationary point）とは、微分が 0となる定義域内の任意の値である。実多変数の可微分関数に対して、臨界点はすべての偏微分が 0 になるような定義域内の値である。関数の臨界点における値は臨界値（りんかいち、英: critical value）である。
この概念の興味は、関数が極値をとる点は臨界点であるという事実にある。
この定義は Rm と Rn の間の可微分写像に拡張し、臨界点はこの場合ヤコビ行列の階数が最大でない点である。さらに、可微分多様体の間の可微分写像にも同様に拡張される。この場合、臨界点は bifurcation point とも呼ばれる。
特に、C が陰方程式 f(x, y) = 0 で定義される平面曲線のとき、y 軸に平行な x 軸への射影の臨界点は C の接線が y 軸に平行な点、つまり、{\displaystyle {\frac {\partial f}{\partial y}}(x,y)=0} なる点である。言い換えると、臨界点は陰関数定理が適用できない点である。
臨界点の概念により、コペルニクスの時代より前には解明されなかった天文学の現象の数学的記述ができる。惑星の軌道の停留点は天球上の惑星の軌道の点であって惑星の動きが他の方向に再出発する前に止まるように見える点である。これは、黄道円への軌道の射影の臨界点のために起こる。

## 一変数関数の臨界点
実一変数の可微分関数 f(x) の臨界点 (critical point) あるいは停留点 (stationary point) とは、f の定義域の値 x0 であって、その微分が 0 である f′(x0) = 0 もののことである。臨界値 (critical value) は臨界点の f による像である。これらの概念は f のグラフによって可視化できる：臨界点ではグラフは水平な接線をもち、関数の微分は 0 である。
（曲線である）グラフに可視化するのは容易だが、関数の臨界点の概念は曲線のある方向での臨界点の概念と混同してはならない（詳細な定義は下記参照）。g(x, y) が2変数可微分関数のとき、g(x, y) = 0 は曲線の陰方程式である。そのような曲線の、y 軸に平行な射影（写像 (x, y) → x）に対する臨界点とは、{\displaystyle {\frac {\partial g}{\partial y}}(x,y)=0} なる曲線の点である。これは、曲線の接線は y 軸に平行であり、この点において g は x から y への陰関数を定義しないことを意味する（陰関数定理を参照）。(x0, y0) がそのような臨界点であれば、x0 は対応する臨界値である。そのような臨界点は bifurcation point とも呼ばれる。一般に、x が変化するとき、x0 の片側には曲線の2つの分岐がありもう一方にはないからである。
これらの定義から、関数 f(x) が臨界値 y0 の臨界点 x0 を持つことと、(x0, y0) がそのグラフの x 軸に平行な射影の同じ臨界値 y0 の臨界点であることが同値であることが従う。
例えば、方程式 x2 + y2 − 1 = 0 の単位円の臨界点は y 軸に平行な射影に対して (0, 1) と (0, −1) であり、x 軸に平行な方向に対して (1, 0) と (−1, 0) である。円の上半分を関数 {\displaystyle f(x)={\sqrt {1-x^{2}}}} のグラフと考えると、x = 0 が唯一の臨界点であり、臨界値は 1 である。y 軸に平行な射影に対する円の臨界点は f の微分が定義されない点とちょうど対応する。
著者によっては関数 f の臨界点をグラフがいずれかの軸に平行な射影に対する臨界点をもつような x 値と定義する。上の円の上半分の例では、この拡大された定義での臨界点は −1, 0, 1 である。そのような定義は、関数のグラフの他の曲線の定義の前に臨界点が定義され、多変数の関数が考えられていない（拡大した定義はこの場合に拡張しない）とき、初歩的な教科書にのみ通常現れる。

### 例
- 関数 f(x) = x2 + 2x + 3 はいたるところ微分可能であり、導関数は f′(x) = 2x + 2 である。この関数はただ1つの臨界点 −1 をもつ、なぜならばそれは 2x0 + 2 = 0 なる唯一の数 x0 だからである。この点で f は（大域的）最小値をとる。対応する臨界値は f(−1) = 2 である。f のグラフは下に凸な放物線であり、臨界点は頂点の横座標で、そこで接線は水平で、臨界値は頂点の縦座標でこの接線と y 軸との交点によって表せる。
- 関数 f(x) = x2/3 はすべての x に対して定義され、x ≠ 0 に対して微分可能で、微分は f′(x) = 2x−1/3/3 である。x ≠ 0 に対して f′(x) ≠ 0 だから、f の臨界点は x = 0 のみである。関数 f のグラフはこの点において垂直な接線を持つカスプを持つ。対応する臨界値は f(0) = 0 である。
- 関数 f(x) = x3 − 3x + 1 はいたるところ微分可能で、微分は f′(x) = 3x2 − 3 である。x = −1 と x = 1 において2つの臨界点を持つ。対応する臨界値は、f の極大値である f(−1) = 3 と、極小値である f(1) = −1 である。この関数は大域的な最大値も最小値も持たない。f(2) = 3 だから、臨界値は非臨界点においてもとられることがわかる。幾何学的には、これは一点 (x = −1) におけるグラフの水平接線が他の点 (x = 2) において鋭角にグラフと交わりうることを意味する。
- 関数 f(x) = 1/x は臨界点を持たない。点 x = 0 は関数の定義域に含まれないから臨界点とは考えない。

### 臨界点の位置
ガウス・ルーカスの定理により、複素平面における多項式関数の臨界点はすべて関数の根の凸包内にある。したがって実根しかない多項式関数に対して、すべての臨界点は実であり、最大の根と最小の根の間にある。
Sendovの予想は、関数のすべての零点が複素平面の単位円板に入っていれば、任意の与えられた零点から単位距離内に少なくとも1つの臨界点があるという主張である。

## 陰曲線の臨界点
臨界点は陰方程式によって定義された平面曲線の研究において、とくにそれらの描画と位相の決定に対して、重要な役割を果たす。この節で用いられる臨界点の概念は、前の節のそれとは異なって見えるかもしれない。実はそれは以下で与えられる臨界点の一般の概念の単純な場合への特殊化である。
陰方程式 f(x, y) = 0 によって定義される曲線 C を考える。ただし f は2変数の微分可能関数であり、よくあるのは多項式である。曲線の点はデカルト座標が方程式を満たすユークリッド平面の点である。{\displaystyle \pi _{y}((x,y))=x} と {\displaystyle \pi _{x}((x,y))=y} で定義される、曲線を座標軸に写す、2つの標準的な射影 πy と πx がある。それらはそれぞれ「y 軸に平行な射影」および「x 軸に平行な射影」と呼ばれる。
C の点が πy に対して臨界とは、C への接線が存在して y 軸に平行なことをいう。その場合、臨界点と接線の πy による像は x 軸の同じ点であり、臨界値と呼ばれる。したがって点が πy に対して臨界であるのはその座標が方程式系
{\displaystyle f(x,y)={\frac {\partial f}{\partial y}}(x,y)=0}
の解であるときである。これはこの定義が以下で与えられる臨界点の一般の定義の特別な場合であることを意味している。
πx に対する臨界点の定義は同様である。C が関数 y = f(x) のグラフならば、(x, y) が πx に対して臨界であることと x が f の臨界点であることは同値であり、臨界値は同じであることに注意すべきである。
著者によっては C の臨界点を、πx かまたは πy に対して臨界である点として定義するが、それは C だけでなく座標軸の取り方にも依存する。特異点を臨界点と考えるかどうかも著者による。実際特異点は
{\displaystyle f(x,y)={\frac {\partial f}{\partial x}}(x,y)={\frac {\partial f}{\partial y}}(x,y)=0}
を満たす点であり、したがって臨界点を特徴づける方程式系の解である。このより一般の定義で、πy に対する臨界点はちょうど陰関数定理が適用できない点である。

### 判別式の使用
曲線 C が代数的であるとき、すなわち二変数多項式 f によって定義されているとき、判別式は臨界点の計算に有用な道具である。
ここで射影 πy のみを考える。x と y を交換することで πx に同様の結果が成り立つ。
Discy(f) を f を係数が x の多項式である y の多項式と見たときの判別式とする。したがってこの判別式は x の多項式でその根に沿って πy の臨界値を持つ。
より正確には、Discy(f) の単根は、対応する臨界点が特異でも変曲点でもない点であるような πy の臨界値であるか、あるいは y 軸に平行で「無限遠で」変曲点に接する漸近線 (inflexion asymptote) の x 座標である。
判別式の重根は、いくつかの臨界点か、同じ臨界値を共有する inflection asymptotes か、変曲点でもある臨界点か、特異点に対応する。

## 多変数
連続微分可能な実多変数関数に対して、点 P（入力変数の値の組、Rn の点）が臨界点であるとは、関数の全ての偏微分が P において零であること、あるいは同じことであるが、その勾配が零であることをいう。臨界値は臨界点における関数の値である。
関数が滑らかあるいは少なくとも2回連続微分可能ならば、臨界点で極大値か極小値をとるか停留点である。二階微分のヘッセ行列の固有値を考えることで異なる場合を区別できる。
ヘッセ行列が非特異である臨界点は非退化といわれ、ヘッセ行列の固有値の符号が関数の局所的な振る舞いを決定する。一変数の関数の場合には、ヘッセ行列は単に 1 × 1 行列と見た二階微分であり、それが非特異であることと 0 でないことは同値である。この場合、非退化臨界点では、二階微分の正負に応じて極小または極大である。二階微分が零ならば、臨界点は一般に変曲点であるが、undulation point であるかもしれず、このとき極値を取る。
n 変数の関数に対して、臨界点におけるヘッセ行列の負の固有値の個数は臨界点の指数 (index) と呼ばれる。非退化臨界点で極大値をとることと指数が n であること、あるいはおなじことだがヘッセ行列が負定値であることは同値である。指数の他の値に対しては、非退化臨界点は鞍点である、つまりある方向には極大でありある方向には極小である。

### 最適化への応用
フェルマーの定理により、微分可能関数のすべての極値は臨界点において生じる。したがって、極値を求めるには、理論的には、勾配の零点とこれらの零点におけるヘッセ行列の固有値を計算すればよい。それには連立非線型方程式の解を求めなければならず、これは難しい仕事なので、実際にはうまくいかない。通常の数値アルゴリズムは極値点を見つけるのにはるかに効率的であるが、すべての極値点が見つかったことを保証できない。特に、大域最適化において、これらの手法は出力が本当に大域的最適解であることを保証できない。
最小化すべき関数が多変数多項式のとき、臨界点と臨界値は多項式方程式系の解であり、そのような系を解く現代アルゴリズムは大域的最小値を見つける競争的な保証された手法を与える。

## 可微分写像の臨界点
Rm の開集合から Rn への可微分写像 f が与えられたとき、f の臨界点とは Rm の点であって f のヤコビ行列のランクが最大でない点のことである。f による臨界点の像は臨界値と呼ばれる。臨界値の集合の補集合の点は正則値と呼ばれる。サードの定理は滑らかな写像の臨界値の集合が測度 0 であるというものである。
著者によってはわずかに異なる定義を与える：f の臨界点とは Rm の点であって f のヤコビ行列のランクが n よりも小さい点のことである。この慣習では、m < n のときすべての点は臨界点である。
これらの定義は以下のように可微分多様体の間の可微分写像に拡張できる。f: M → N を m 次元多様体 N から n 次元多様体 N への可微分写像とする。M の点 p の近傍 V と f(p) の近傍 W において、チャートは微分同相 φ: V → Rm, ψ: W → Rn である。点 p が f の臨界点であるとは、φ(p) が {\displaystyle \psi \circ f\circ \varphi ^{-1}} の臨界点であることをいう。この定義はチャートの取り方に依らない、なぜならば変換関数は微分同相だからそれらのヤコビ行列は可逆でありそれらを掛けることは {\displaystyle \psi \circ f\circ \varphi ^{-1}} のヤコビ行列の階数を変えないからである。M が（有限次元とは限らない）ヒルベルト多様体で f が実数値関数のとき、p が f の臨界点とは f が p において沈め込みで"ない"ことをいう。

## 位相幾何学への応用
臨界点は多様体や実代数多様体のトポロジーの研究に対して基本的である。特に、それらはモース理論とカタストロフ理論の基本的な道具である。
臨界点とトポロジーとのつながりは抽象化のより低いレベルで既に現れる。例えば、V を Rn の部分多様体とし、P を V の外の点とする。V の点と P との距離の平方は V の各連結成分が距離が最小になるような少なくとも1つの臨界点を含むような可微分写像である。したがって V の連結成分の個数は臨界点の個数によって上から抑えられる。
実代数多様体の場合には、この観察をベズーの定理とあわせて、多様体を定義する多項式の次数のある関数によって連結成分の個数をおさえることができる。